# Portrait 17
Portrait 17 hay Chân dung 17 là album chính thức thứ 9 của nữ ca sĩ Việt Nam Hiền Thục. Album gồm các ca khúc ít được biểu diễn do nhạc sĩ Trịnh Công Sơn sáng tác.

## Sản xuất
Chân dung 17 được đặt tên theo cảm hứng từ bức chân dung mà nhạc sĩ Trịnh Công Sơn vẽ tặng Hiền Thục năm cô 17 tuổi, bức vẽ cũng được sử làm ảnh bìa của album. Trước đấy, trong album thứ 6 trong dự án Ngũ Hành có tựa đề Mộc, Hiền Thục đã đưa vào ca khúc "Còn tuổi nào cho em" của nhạc sĩ họ Trịnh và được người nghe đánh giá cao. Chân dung 17 được hòa âm bới nhạc sĩ Hồng Kiên; hai ca khúc "Níu tay nghìn trùng" và "Hoa xuân ca" được Hiền Thục song cùng Tùng Dương.

## Phát hành
Chân dung 17 được phát hành vào cuối tháng 4 năm 2009, gồm 7 ca khúc chính thức và 2 ca khúc tặng thêm đã từng phát hành trước đó là "Đoản khúc thu Hà Nội" và "Còn tuổi nào cho em".
Tất cả các ca khúc được viết bởi Trịnh Công Sơn.
| STT | Nhan đề                            | Sáng tác        | Song ca    | Thời lượng |
| --- | ---------------------------------- | --------------- | ---------- | ---------- |
| 1.  | "Còn có bao ngày"                  |                 |            |            |
| 2.  | "Chiều trên quê hương tôi"         |                 |            |            |
| 3.  | "Về trong suối nguồn"              |                 |            |            |
| 4.  | "Rừng xanh xanh mãi"               |                 |            |            |
| 5.  | "Níu tay nghìn trùng; Hoa xuân ca" |                 | Tùng Dương |            |
| 6.  | "Cuối cùng cho một tình yêu"       | thơ: Trịnh Cung |            |            |
| 7.  | "Muôn trùng biển khơi"             |                 |            |            |
| 8.  | "Đoản khúc thu Hà Nội"             |                 |            |            |
| 9.  | "Còn tuổi nào cho em"              |                 |            |            |

## Đón nhận

### Đánh giá
Nhà thơ Đỗ Trung Quân sau khi nghe hai ca khúc "Chiều trên quê hương tôi" và "Về trong suối nguồn" đã nhận xét thế hệ của ông đã từng hát những bài này bằng tâm trạng có một chút âu lo, chờ đợi. Còn thế hệ của Hiền Thục đã hát bằng tâm trạng phơi phới và bình yên. Vẫn là yêu quê hương nhưng cái nhìn và tinh thần của những thế hệ người hát rất khác biệt.

### Giải thưởng
Trong chương trình tháng 7 của Album vàng 2009, album Chân dung 17 nhận được lượng bình chọn áp đảo từ Hội đồng nghệ thuật với 70,5% và giành giải Album nghệ thuật xuất sắc của tháng. Album được thiết kế bởi Dũng Yoko, sau đó cũng giành được giải Album có ý tưởng thiết kế của năm.
| Năm  | Giải thưởng     | Hạng mục                            | Đề cử   | Kết quả   | Chú thích |
| ---- | --------------- | ----------------------------------- | ------- | --------- | --------- |
| 2009 | Album vàng 2009 | Album nghệ thuật xuất sắc - tháng 7 | (album) | Đoạt giải | [ 2 ]     |
| 2010 | Album vàng 2009 | Album có ý tưởng thiết kế           | (album) |           | [ 9 ]     |